# Schloss Greißenegg

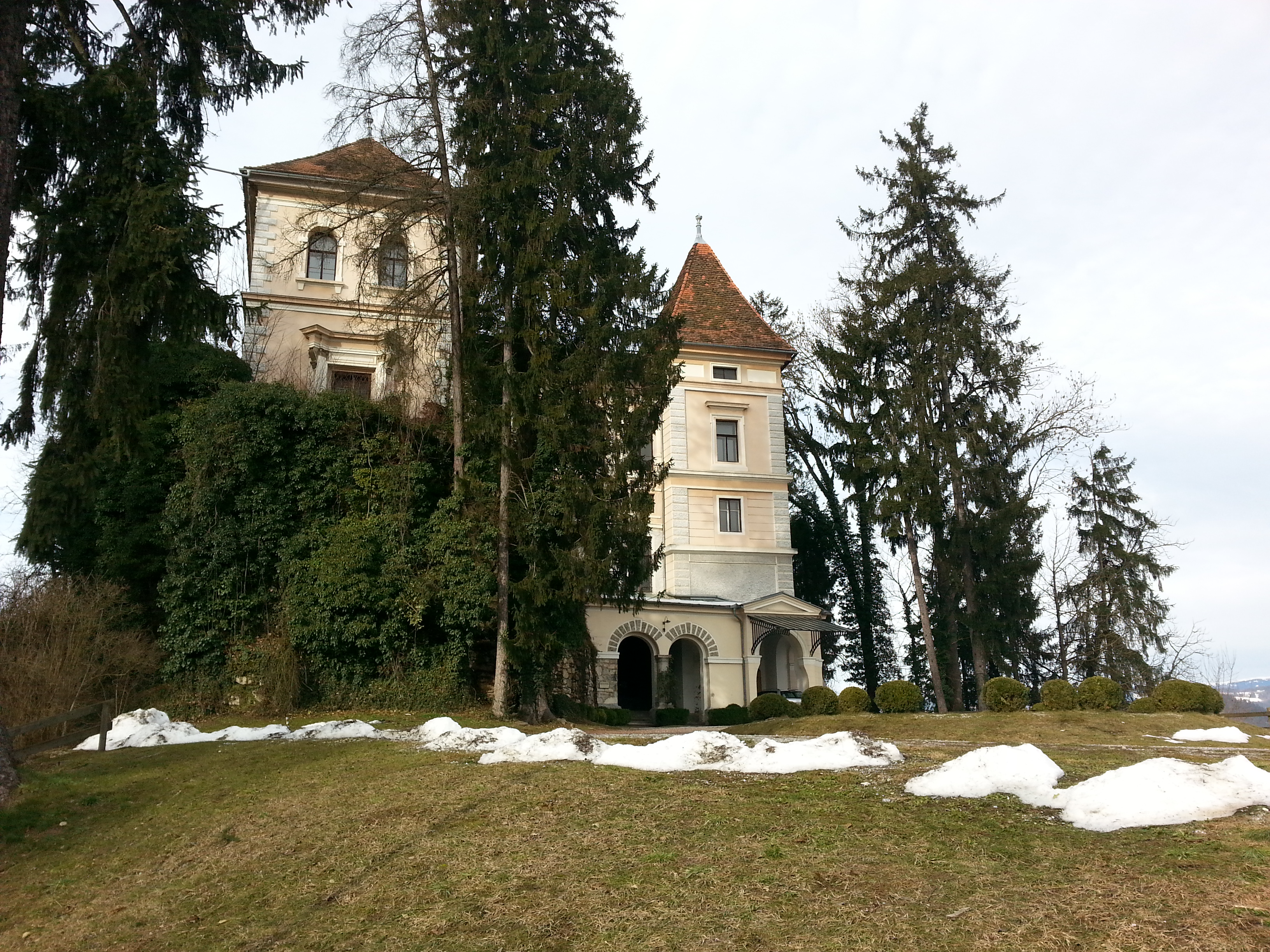
Vorderseite

Schloss Greißenegg, auch Greisenegg oder Greiseneck geschrieben und Schloss Unter-Voitsberg genannt, ist ein Schloss in der Stadtgemeinde Voitsberg in der Steiermark. Seine Geschichte geht bis in das 12. oder frühe 13. Jahrhundert zurück. Das Schloss befindet sich heute in Privatbesitz und beherbergt ein Heurigenlokal.

## Standort
Das Schloss steht im südlichen Teil der Stadt Voitsberg am rechten Ufer der Kainach auf einem fast freistehenden, felsigen Hügel, einem Ausläufer des Kowaldrückens. Es hat die Adresse Greißenegger Straße 5 und steht im Norden der Katastralgemeinde Kowald.

## Geschichte

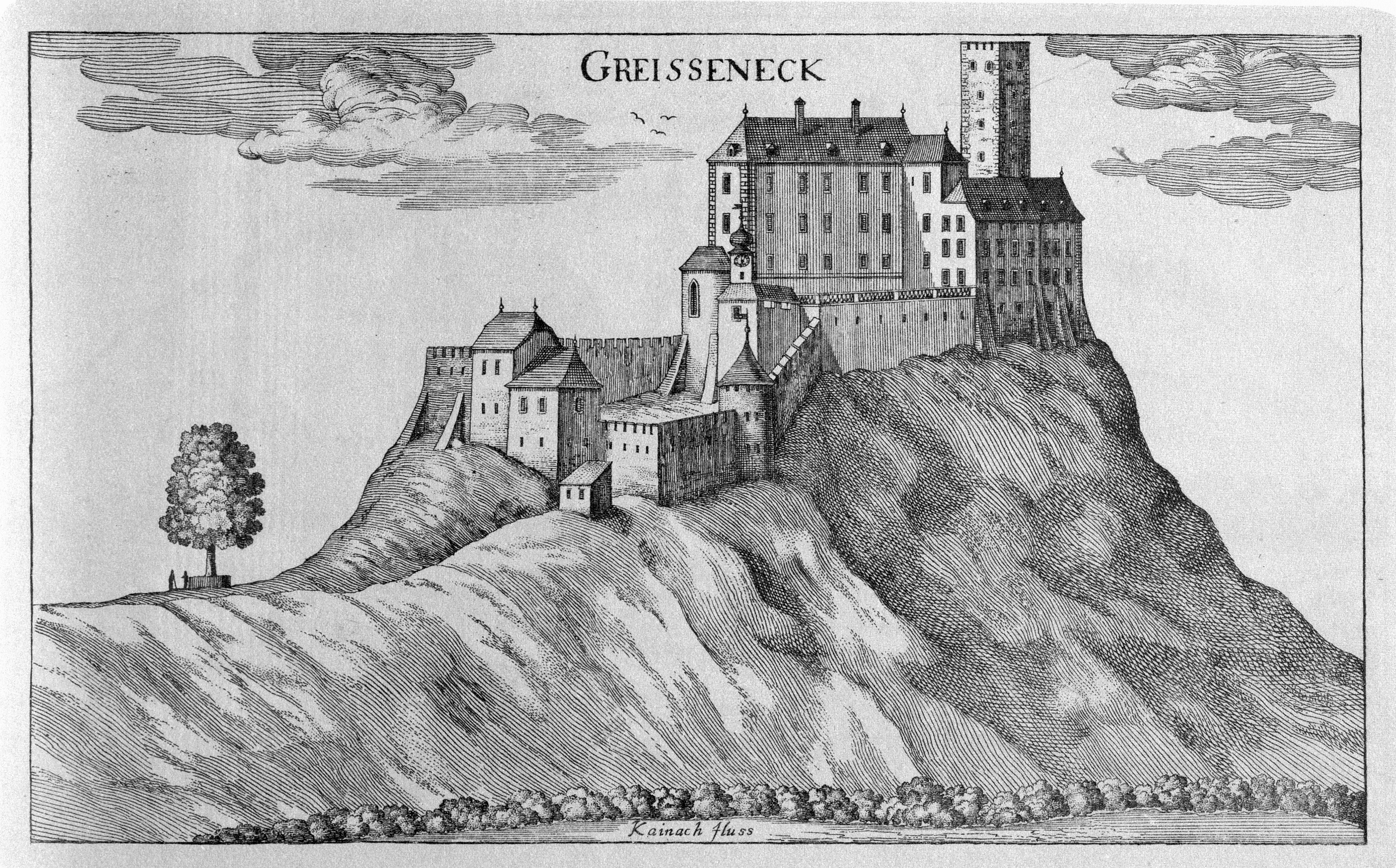
Ansicht des Schlosses Greißenegg um 1680

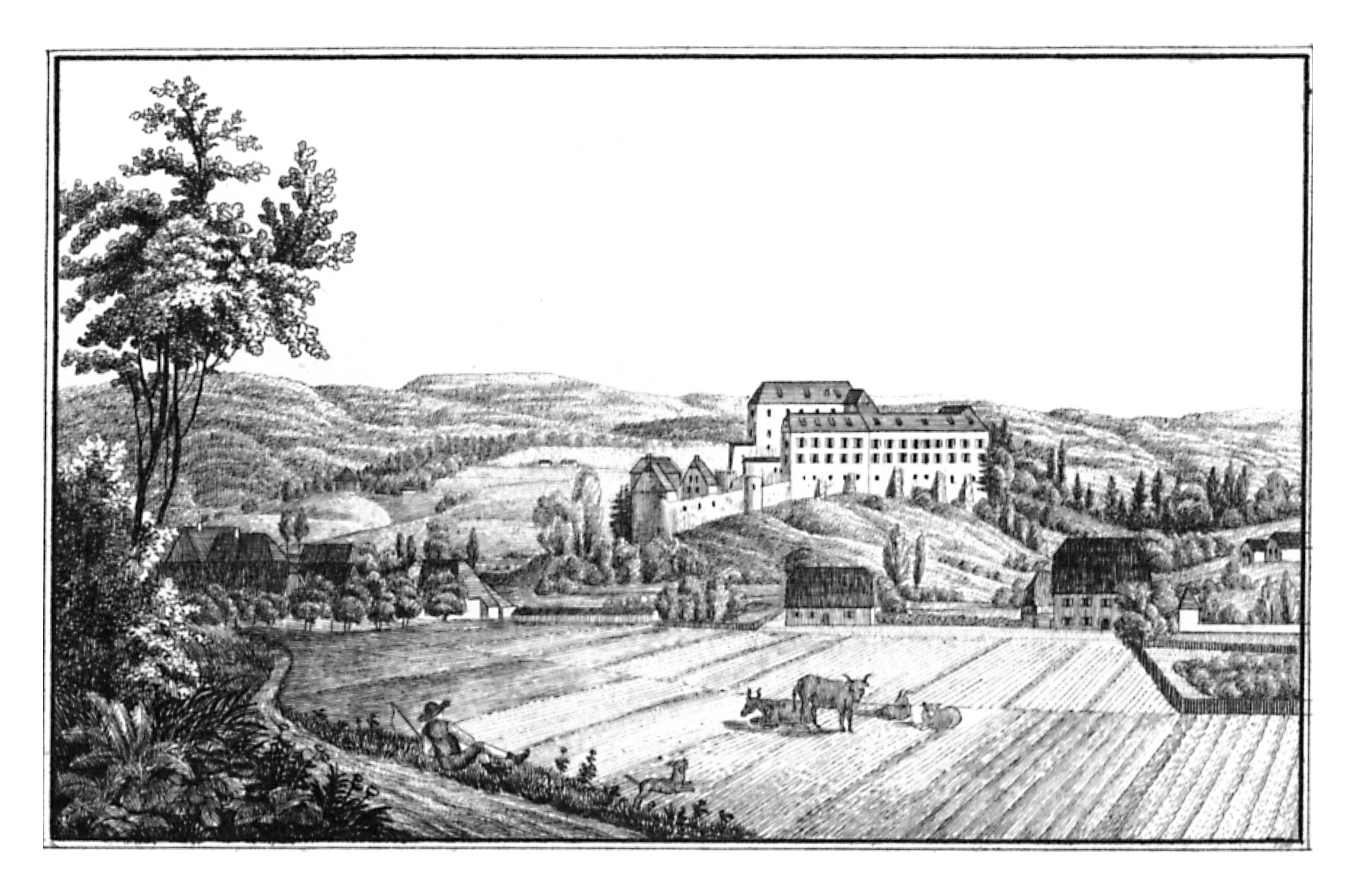
Ansicht des Schlosses Greißengg um 1830

Wahrscheinlich wurde bereits im 12. Jahrhundert, und damit vermutlich auch vor der Errichtung der Burg Obervoitsberg, oder in der ersten Hälfte des 13. Jahrhunderts an der Stelle des heutigen Schlosses vom Landesfürsten ein kleines Haus mit einem Wehrturm errichtet, welche zusammen mit der Burg Obervoitsberg die Siedlung Voitsberg schützte. Die Landesfürsten ließen die Burg von ihren Dienstmannen verwalten. Die ersten zwei Jahrhunderte der Burggeschichte sind nur spärlich dokumentiert. Es ist unklar, ob es sich bei dem 1265 erwähnten „castrum inferiums Witsperch“ um Greißenegg handelt oder ob damit eine später abgegangene Burg am Fuße des Burgberges von Obervoitsberg bezeichnet wurde. Die erste sicher dem Schloss Greißenegg zuordenbare urkundliche Erwähnung stammt aus dem Jahr 1336 als „nyder haws Veytsperch“. Weitere Erwähnungen stammen aus den Jahren 1443 als „veste Voitsperch enhalb der Kainach“, 1489 Gschlos auf dem Greysenegk  und gesloss Greisseneckh under Voytsperg  sowie 1494 als „Schloss Voitsberg“.
1254 bekam Gertrud von Babenberg die Burg als Leibgedinge, ehe sie zwischen 1263 und 1265 wieder an den Landesfürsten ging. Der Landesfürst ließ die Burg von einem Pfleger, einem landesfürstlichen Dienstmann, betreuen. Ab etwa 1275 saßen die Hanauer, welche angeblich aus Deutschland eingewandert waren und denen auch die Burg Hauenstein gehörte, auf Greißenegg. Die Burg war für die Hanauer nur von geringer Bedeutung, weshalb sie diese ihren ritterlichen Knechten verwalten ließ, deren Namen aber nicht überliefert sind. Im Jahr 1420 brachte Grüna, die Tochter des letzten Haunauers die Burg in die Ehe mit Ernst Hans Laun mit, welcher größere Ausbauten an der als unteren Feste Voitsberg bezeichneten Anlage durchführte. So wurden unter anderem eine Wehrmauer und ein Graben angelegt und beim Eingang der Burg eine Marienkapelle errichtet. Hans Launs Nichte Margaretha heiratete nach seinem Tod im Jahr 1458 oder 1459 Andreas Greißenegger, wodurch neben anderen Besitzungen auch die Burg in den Besitz des Greißeneggers überging. Greißenegger wollte hier eine eigene Herrschaft einrichten und begann mit dem weiteren Ausbau der Burg. Er erhielt 1463 von Kaiser Friedrich III. einen Burgfrieden verliehen. Nach der Hinrichtung von Greißenegger wegen seiner Beteiligung an der Baumkircherfehde gegen den Kaiser am 23. April 1471 wurde das Schloss Unter-Voitsberg vom Kaiser eingezogen und von ihm 1472 an Hans Ramung verliehen. Auf Ramung folgten 1478 Andreas von Teufenbach und 1479 Konrad von Holleneck. Im Zuge des Ungarnkrieges zwischen 1480 und 1490 wurde die wurde die Burg 1486 von Truppen des ungarischen Königs Matthias Corvinus besetzt und bis 1490 gehalten. 1489 wurde die Burg erstmals als „Gschlos auf dem Greysenegk“ und als „gschloss Greisseneckh vnder Voitsberg“ genannt.
Nach dem Abzug der ungarischen Truppen im Jahr 1490 gingen die Burgen Unter- und Obervoitsberg an Hans Gewmann, der Unter-Voitsberg aber 1494 an König Maximilian I. abtrat. Maximilian I. überließ das Anwesen 1496 Bartlmä von Pernegg/Perneck als Belohnung für seine erbrachten Dienste und zur Tilgung seiner Geldforderungen an den Kaiser. Pernecks Frau Katharina und seine Tochter Ursula verpfändeten Greißengg nach Bartlmäs Tod im Jahr 1509 auf Lebenszeit an Sebastian Eigl. Wilhelm von Herberstein löste zusammen mit seiner Frau Regina von Plumeck im Jahr 1532/33 das Schloss aus. Im Jahr 1574 kam es zu einem Erbstreit zwischen Wilhelms Nachfolger Dietrich von Herberstein und seinem Vetter Georg von Herberstein, der zugunsten Georgs gelöst wurde. Erzherzog Karl II. erteilte Dietrich von Herberstein 1578 den Befehl, das Schloss Greißenegg mitsamt sämtlichen Inventars an eine landesfürstliche Kommission zu übergeben, welche sie wiederum Georg von Herberstein übergeben sollte sowie einen Geldbetrag an Georg und die landesfürstliche Kammer zu entrichten. Beim Eintreffen der Kommission ließ Dietrich diese eine Stunde vor dem Schlosstor warten und störte danach auch die Durchführung der Inventur. Laut dem Übergabebericht der Kommission war das Schloss baufällig und komplett leergeräumt, so waren etwa die Fensterstöcke herausgerissen und die Fußböden verfault. Die Übergabe an Georg erfolgte schließlich am 14. Oktober 1578, woraufhin dieser mit der Wiederherstellung des Schlosses begann. Georgs Witwe Barbara und seine Söhne Bernhard und Georg kamen 1582 in den Besitz von Greißenegg. Die Herberstein übergaben das Anwesen im Jahr 1624 an Hans Siegmund Graf von Wagensperg, welcher es schließlich im Jahr 1633 Kaiser Ferdinand II. abkaufte.
Greißenegg blieb, mit einer Ausnahme zwischen den Jahren 1804 bis 1818, in welchen das Schloss im Besitz von Karl August Fürst Isenburg war, bis in das späte 19. Jahrhundert im Besitz der Familie Wagen von Wagensperg und war ab 1774 Bestandteil eines Familienfideikommisses. Auf einer Abbildung aus dem Jahr 1680 kann man noch den Bergfried, die Wehrmauern und Türme sowie die alte Burgkapelle erkennen. Im oberen Geschoß des Westtraktes, direkt über der Zugangshalle, wurde 1693 eine neue Schlosskapelle eingerichtet, welche 1755 eine Messlizenz für mehrere Tage im Jahr hatte, welche wiederum 1790 stark ausgeweitet wurde. Zu jener Zeit gehörten zur Herrschaft Greißenegg Untertanen im Kainach- und Gradental, drei Meierhöfe bei Rosental, Zehente und Bergrechte für Weingärten bei Ligist und Mooskirchen sowie die Marchfutterabgabe von Edelschrott und Voitsberg. Im Laufe des 18. Jahrhunderts wurde die Herrschaft mit der Herrschaft Obervoitsberg vereinigt. Im Jahr 1813 wurde auf den Ländereien des Schlosses mit dem Abbau von Kohle begonnen. Dies war der Beginn des Kohlenbergbaues im Köflach-Voitsberger Becken und gilt als einer der ältesten Kohlenbergbaue in der Steiermark. Um 1841 hatte die Grundherrschaft Greißenegg auch die Funktion einer Bezirksobrigkeit über. Der Bezirk Greißenegg reichte von Kleinkainach in der heutigen Gemeinde Bärnbach bis nach Stallhofen. Ein Großteil der Beamtenschaft des Bezirkes lebte im Schloss Greißengg gemeinsam mit den Angehörigen der Familie Wagensperg. Nach der Auflösung der Grunduntertänigkeit im Jahr 1848 ging es mit der Herrschaft Greißengg wirtschaftlich bergab, und 1876 wurde der Konkurs über das Vermögen des Grafen Adolf von Wagensperg verhängt. Bei einer öffentlichen Versteigerung im Jahr 1877 erwarb der Gewerke August Zang das Anwesen. Zang ließ das Gebäude von einem italienischen Baumeister, vermutlich A. de Gjoja, zu einem Landhaus im historistischen Stil umgestalten und ausstatten. Im Zuge des Umbaues wurde am Fuße des Schlosshügels ein Wirtschaftshof mit einer Reitschule für Zangs Ehefrau Ludovica errichtet. Nach dem Tode Zangs im Jahr 1888 ging das Gut an seine Frau Ludovica, welche es 1903 an Graf Ludwig Witold von Ostrovsky verkaufte. Dieser veranlasste, dass die Schlosskapelle eine neue Messlizenz erhielt, welche dafür sorgte, dass man täglich und in Ausnahmefällen auch an Sonntagen Messen halten konnte. Ostrovskys Witwe verkaufte das Schloss aufgrund ihrer hohen Schulden 1918 an den Wiener Rechtsanwalt Walter Rittler.
Unter Rittlers Erben begann die Burg ab 1953 langsam zu verfallen. Ab den 1970er-Jahren lebte nur mehr der Maler Franz Dampfhofer in einer Wohnung des Schlosses, welche er auch als Atelier nutzte. Im Jahr 1979 überließen Dr. Walter Rittler und seine Schwester Mary Louise Rittler-Gröger den Schlosspark und Schlossteich der Voitsberger Bevölkerung als Naherholungsgebiet. Der Bezirksförster Emil Hilbl führte eine Umgestaltung des Parkes durch, der der mittlerweile baufällige Wirtschaftshof samt Reitschule zum Opfer fiel, um einer Festwiese Platz zu machen. Der Park und der Teich wurden 1980 von der Stadtgemeinde Voitsberg käuflich erworben. Bei einer Sonderauktion des Dorotheums, wurden im Herbst 1984 die letzten Reste der Innenausstattung versteigert. Einige Möbelstücke wurden später von der Stadtgemeinde Voitsberg aufgekauft und sind heute in einem im Jahr 2003 eingerichteten Zangzimmer im Voitsberger Rathaus zu sehen. Der Holzhändler Franz Steirer erwarb das Schloss im Winter 1984/85 und begann mit der Umsetzung von umfangreichen Instandsetzungsarbeiten. Nach seinem Tod im Jahr 1987 führten seine Frau Stefanie und seine Tochter Sylvia die Arbeiten fort.
Das Schloss Greißenegg beherbergte von Mai bis Oktober 1988 im Rahmen der Landesausstellung Glas und Kohle zwei Sonderausstellungen mit fast 28.000 Besuchern. Ungefähr zur selben Zeit wurde das Schlossgebäude bei Bauarbeiten der nahe gelegenen Unterflurtrasse (Umfahrungsstrasse von Voitsberg) beschädigt, was in einem jahrelangen Rechtsstreit zwischen Bauunternehmen, Auftraggeber und Schlossbesitzern gipfelte. Heute befindet sich im Schloss ein Heurigenlokal.

## Beschreibung
Das Schloss ist eine dreigeschoßige Vierflügelanlage um einen kleinen Arkadeninnenhof inmitten einer großen Parkanlage. Der Großteil des Gebäudekerns stammt aus dem 17. Jahrhundert mit einer historistischen Fassade der einem italienischen Landhaus ähnelt. Der ehemalige Halsgraben im Westen der Anlage wurde großteils wieder aufgefüllt und eine neuzeitliche Brücke führt darüber zum mächtigen Torbau. Der östliche Trakt des Südflügels stammt aus dem 15. Jahrhundert und gilt als ältester Teil der Anlage. Im Norden, Süden und Westen dieses Traktes stehen leicht vorspringende, quadratische Türme. An der hofseitigen Mauer findet man ein Koalitionswappen des Grafen Adolf von Wagensperg und seiner Frau, einer geborenen Saurau aus dem Jahr 1758. Im nördlichen Arkadengang befindet sich eine spätgotische Dekorationsmalerei, die bei Renovierungsarbeiten entdeckt wurde.
Nur ein kleiner Teil der Innenausstattung stammt noch aus der Zeit der Neugestaltung durch August Zang 1877. Im ehemaligen Speisesaal befindet sich eine Decke mit Papierstuck und ein 1867 von Pierre Eugene Lacoste gemaltes, allegorisches Ölbild. Die Schlosskapelle stammt aus dem Jahr 1693 und befand sich im zweiten Stock des Westraktes. Die Messlizenz der Kapelle erlosch 1916.
Das Schloss wird von einem weitläufigen Park mit einem Brunnen und einem Teich umgeben. Von den Wehrmauern ist nur mehr ein Teil erhalten. Über den ehemaligen Halsgraben führt eine Brücke zu einem barocken Torbau. Die im Osten dem Schloss vorgelagerte Bastei wurde im 17. Jahrhundert errichtet. Aus derselben Zeit stammt auch die kleinere, fünfeckige Bastei im Nordwesten der Anlage.